# Satomi Suzuki
Satomi Suzuki (em japonês:  鈴木聡美, Suzuki Satomi; Onga, 29 de janeiro de 1991) é uma nadadora japonesa que conquistou três medalhas nos Jogos Olímpicos de Londres de 2012 nas provas de nada peito e com o revezamento 4×100 m medley.